# Massimo Antonelli (Künstler)
Massimo Antonelli (* 18. Mai 1942 in Asmara, Eritrea) ist ein italienischer Filmregisseur und Konzeptkünstler.

## Leben
Antonellis Eltern zogen nach Molise, als Massimo zwei Jahre alt war. Nach seinem Diplom in Agrarwissenschaft 1961 studierte er an der Fakultät für Biologie an der Sapienza-Universität von Rom. 1967 bis 1969 besuchte er das Centro Sperimentale di Cinematografia und studierte bei Roberto Rossellini, Jean-Luc Godard und Louis Malle. Nach Erfahrungen als Regieassistent inszenierte er 1972 den Kinofilm Il tema di Marco (1976 als Frammenti d'amore wiederveröffentlicht). Er arbeitete für das Fernsehen und drehte auch Dokumentarfilme; 1984 bildete der Fernsehfilm Padre part-time den Höhepunkt dieses Schaffens; auch Theaterinszenierungen trugen seine Handschrift.
Seit 1997 gestaltet Antonelli als Konzeptkünstler Werke, in denen er Gegenstände des täglichen Gebrauches, oft Küchenutensilien, in neue Formen und Zusammenhänge stellt. Damit beteiligt er sich an zahlreichen Kollektiv-Ausstellungen.
Antonelli ist Autor zweier Bücher, eines davon mit Gedichten.

## Filmografie
- 1972: Il tema di Marco
- 1984: Padre part-time (TV)

## Werke
- 1981: Roma in Botticella, libro inchiesta, autore e fotografo, Enne editore.
- 2001: Incontri, Libro di Poesie, La Camera Verde editore.